# Dieter Heckmann (Archivar)
Dieter Heckmann (* 22. Juni 1955 in Neunkirchen) ist ein deutscher Archivar und Historiker. Seine Forschungsschwerpunkte liegen in der Stadt- und Landesgeschichte Preußens, Livlands, Lothringens und Schlesiens, in der Paläographie, der konventionellen und digitalen Edition historischer Quellen und weiteren Historischen Hilfswissenschaften.

## Wissenschaftlicher Werdegang
Nach einem Studium der Geschichte und Romanistik an der Universität des Saarlandes in Saarbrücken und der Université Jean Monnet Saint-Étienne, das er mit dem ersten Staatsexamen abschloss, wurde er 1986 in Saarbrücken mit einer Studie zur Stadtgeschichte des mittelalterlichen Metz zum Dr. phil. im Fach Mittelalterliche Geschichte promoviert. Nach zwei Referendariaten, die er jeweils mit dem zweiten Staatsexamen abschloss, war er von 1989 bis 2021 als Wissenschaftlicher Archivar am Geheimen Staatsarchiv Preußischer Kulturbesitz tätig.
Er war Schriftführer und ist weiterhin Vorstandsmitglied der Historischen Kommission für ost- und westpreußische Landesforschung. Außerdem war er als Schriftleiter der Veröffentlichungen aus den Archiven Preußischer Kulturbesitz (2002–2020) und des Jahrbuchs Preußenland tätig. Er amtiert seit 2021 als Schatzmeister der Internationalen Historischen Kommission zur Erforschung des Deutschen Ordens und ist seit vielen Jahren Mitglied der Baltischen Historischen Kommission, des Hansischen Geschichtsvereins sowie mehrerer weiterer Geschichtsvereine. Enger wissenschaftlicher Austausch besteht mit der Towarzystwo Naukowe w Toruniu. Ehrenamtlich veröffentlichte er bislang etwa 450 Transkriptionen im Virtuellen Preußischen Urkundenbuch und betreut das Pfarrarchiv der Gemeinde Maria Meeresstern in Werder (Havel). Er veröffentlichte ca. siebzig Aufsätze, Editionen und Quellenauswertungen, außerdem zahlreiche Lexikonartikel, Katalogbeiträge und Rezensionen.

## Schriften (Auswahl)
- Andre Voey de Ryneck. Leben und Werk eines Patriziers im spätmittelalterlichen Metz. Diss. phil. Saarbrücken 1986.
- Von Königsberg an die Loire. Quellen zur Handelsreise des herzoglich-preußischen Faktors Antoine Maillet nach Frankreich in den Jahren 1562 bis 1564 (= Veröffentlichungen aus den Archiven Preußischer Kulturbesitz. Band 33), Köln, Weimar, Wien 1993.
- Revaler Urkunden und Briefe von 1273 bis 1510 (= Veröffentlichungen aus den Archiven Preußischer Kulturbesitz. Band 25), Köln, Weimar, Wien 1995.
- Die Beziehungen der Herzöge in Preußen zu West- und Südeuropa. Regesten aus dem Herzoglich-Preußischen Briefarchiv und den Ostpreußischen Folianten (1525–1688) (= Veröffentlichungen aus den Archiven Preußischer Kulturbesitz. Band 47), Köln, Weimar, Wien 1999.
- Das Kontenführungsbuch der Elenden Bruderschaft von Königsberg-Löbenicht (1477–1523) (= Veröffentlichungen aus den Archiven Preußischer Kulturbesitz. Band 51), Köln, Weimar, Wien 2000.
- Quellen zur Landesgeschichte der Rheinprovinz im 19. und 20. Jahrhundert, Teil 1: Regierungsbezirk Trier (= Veröffentlichungen aus den Archiven Preußischer Kulturbesitz, Arbeitsberichte. Band 4), Berlin 2004.
- Maria Meeresstern 1906 bis 2006 (Kirchenführer), Potsdam 2006.
- 100 Jahre Katholische Kirche Maria Meeresstern in Werder a. d. Havel 1906–2006 (= Schriftenreihe von St. Peter und Paul. Katholische Propsteipfarrei mit Maria Meeresstern Werder/Havel. Heft 9), Potsdam 2006, 2. Aufl. Potsdam 2013.
- Unter Mitwirkung von Marie-Luise Heckmann: Die „Chronik vom Bund und Vereinigung wider Gewalt und Unrecht“ des Hochmeisterkaplans Andreas Santberg zur Vorgeschichte des Dreizehnjährigen Krieges in Preußen (1450 bis 1454) (= Einzelschriften der Historischen Kommission für ost- und westpreußische Landesforschung. Band 27). Elwert, Marburg 2007, ISBN 3-7708-1312-X.
- Unter Mitbearbeitung von Krzysztof Kwiatkowski: Das Elbinger Kriegsbuch (1383–1409). Rechnungen für städtische Aufgebote (= Veröffentlichungen aus den Archiven Preußischer Kulturbesitz. Band 68), Köln, Weimar, Wien 2013.
- Als Herausgeber: Beiträge zur Handels-und Wirtschaftsgeschichte Elbings und Danzigs in Mittelalter und Neuzeit (= Quellen und Darstellungen zur Geschichte Westpreußens. Band 36), Münster 2013.
- Quellen zur Landesgeschichte der Rheinprovinz im 19. und 20. Jahrhundert, Teil 2: Regierungsbezirk Koblenz und Oberpräsident der Rheinprovinz (= Veröffentlichungen aus den Archiven Preußischer Kulturbesitz, Arbeitsberichte. Band 19), Berlin 2016.
- Amtsträger des Deutschen Ordens in Preußen und in den hochmeisterlichen Kammerballeien des Reiches bis 1525. / Dostojnicy Zakonu niemieckiego w Prusach i baliwatach-kamarich wielkomistrowskie Imperiumu do 1525 r., Towarzystwo Naukowe, Toruń 2020.